# Gare des Cases
La gare des Cases est une gare ferroviaire situé sur le territoire de la commune suisse de Haut-Intyamon, dans le canton de Fribourg. Elle est située juste avant l'entrée est du tunnel de Jaman.

## Situation ferroviaire
Établie à 1 112,7 mètres d'altitude, la gare des Cases est située au point kilométrique 15,19 de la ligne de Montreux à Lenk im Simmental.
Elle est dotée de deux voies dont une en impasse, formant ainsi un point de croisement sur la ligne. Un quai central se situe entre les deux voies traversant la gare.

## Histoire
La gare des Cases a été ouverte en même temps que le tronçon des Avants à Montbovon de la ligne du MOB, le 10 octobre 1903,.

## Service des voyageurs

### Accueil
La gare des Cases est dotée d'un bâtiment voyageurs auquel est accolé un distributeurs automatiques de titres de transport.

### Desserte
La gare des Cases est desservie toutes les heures par un train du MOB reliant Montreux à Zweisimmen.

### Intermodalité
La gare des Cases n'est desservie par aucune autre ligne de transports publics.